# Пра (Верона)
Пра је насеље у Италији у округу Верона, региону Венето.
Према процени из 2011. у насељу је живело 11 становника. Насеље се налази на надморској висини од 600 м.